# Künstlerdank

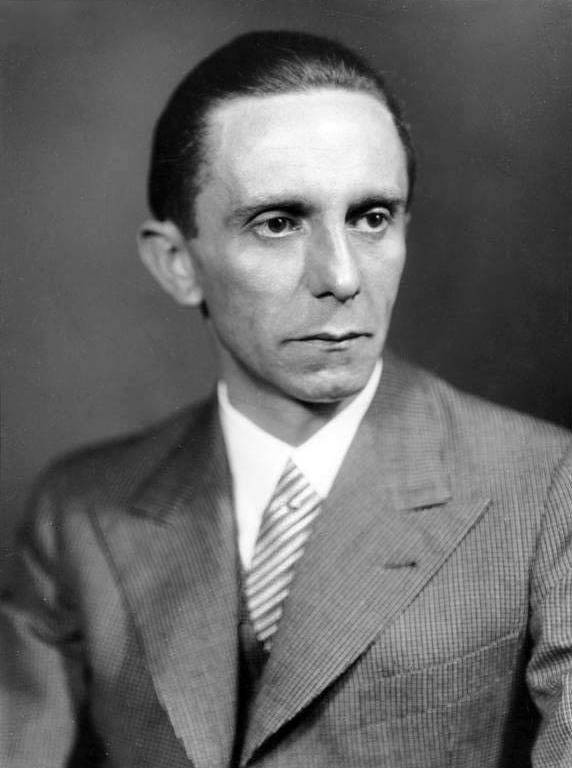
Stiftungsgründer Joseph Goebbels (Aufnahme von Heinrich Hoffmann)

Die deutsche Stiftung Künstlerdank, Langfassung Dr. Goebbels-Stiftung Künstlerdank, war eine im Jahr 1936 ins Leben gerufene, vom Ministerium für Volksaufklärung und Propaganda vollständig kontrollierte Stiftung der nationalsozialistischen Diktatur, die sich der Aufgabe widmete, bedürftige Künstler sämtlicher Berufssparten finanziell zu unterstützen, sollten sie in eine finanzielle Notlage geraten sein. Dadurch sollte erreicht werden, dass verdiente Künstler vor allem im Alter nicht zum sozialen Härtefall werden und dass ihnen durch (zumeist geringe) Gratifikationen die Linderung gesundheitlicher oder wirtschaftlicher Probleme ermöglicht wird. Eine „arische“ Herkunft des Antragstellers war für die Inanspruchnahme der Spende zwingend vorgeschrieben.
Im Rahmen einer Antragstellung mussten auf standardisierten Fragebögen u. a. Angaben zur wirtschaftlichen Lage, zu den sozialen Verhältnissen, zur Mitgliedschaft in NS-Organisationen, zum künstlerischen Werdegang und zu den konkreten Gründen des Antrages aufgeführt werden. Anschließend ging eine einseitige Zusammenfassung zur „örtlichen Nachprüfung“ an die zuständige Stelle der NSV zur Überprüfung der finanziellen Situation, an den Landeskulturverwalter bzw. die Regionalabteilung der Reichskammer zur Beurteilung der künstlerischen Bedeutung und an die Ortsgruppe der NSDAP zur Einschätzung der politischen Zuverlässigkeit.
Die Gründung der Stiftung Künstlerdank, die mit einem Kapital von zwei Millionen Reichsmark ausgestattet wurde, verfügte der für nahezu sämtliche kulturelle Angelegenheiten zuständige Propagandaminister Joseph Goebbels am 29. Oktober 1936 anlässlich seines 39. Geburtstags. An diesem Tag verlas der Hausherr in seinem Ministerium folgende Urkunde:

„Die Sorge für das Wohlergehen aller Volksgenossen ist eine der vornehmsten Aufgaben des nationalsozialistischen Staates. Dabei wendet die nationalsozialistische Staatsführung auch der sozialen Lage der schaffenden Künstler ihre besondere Aufmerksamkeit zu. Sie hat der kulturellen Leistung wieder Wert und Anerkennung verschafft. (…) Bis zur Durchführung der von mir vorbereiteten Neuordnung der sozialen Fürsorge für die deutschen Künstler, insbesondere der geplanten allgemeinen Altersversorgung, stelle ich am heutigen Tage eine Spende ‚Künstlerdank‘ im Betrage von zwei Millionen RM zur Verfügung.“

Zu Treuhändern für die Durchführung der Spendenleistungen, deren Erhalt ausschließlich beim Propagandaministerium zu beantragen war, bestellte Goebbels für die Bühnenschaffenden den Vizepräsidenten der Reichstheaterkammer Eugen Klöpfer, für die Filmschaffenden den Präsidialrat der Reichsfilmkammer Carl Froelich, für die Musikschaffenden den Präsidenten der Reichsmusikkammer Peter Raabe und für die bildenden Künstler (Bildhauer, Maler, Architekten etc.) den Vizepräsidenten der Reichskammer der bildenden Künste Adolf Ziegler. Ehrenamtlicher Geschäftsführer wurde Karl Ott.
Im Kino-Bereich wurde der Leiter der nationalsozialistischen Fachschaft Film, Fritz Alberti, damit beauftragt, die Prüfung von Bitten um finanzielle Unterstützung durch die Stiftung vorzunehmen. Zu den Künstlerdank-Nutznießern zählten unter anderem Hermann Böttger, Mia Cordes, Georg Furkel, Georg Graf, Karl Morvilius und Ernst Pittschau.
Die Stiftung existierte bis 1945; bereits in den ersten beiden Jahren waren insgesamt 14.322 Anträge eingegangen.